# Neverwinter Nights 2: Mask of the Betrayer
Neverwinter Nights 2: Mask of the Betrayer — відеогра жанру RPG, розроблена Obsidian Entertainment та видана Atari 27 вересня 2007 в Європі та 9 жовтня 2007 в США на ПК. Гра є першим доповненням до відеогри Neverwinter Nights 2 та як і попередник розвивається у вигаданому ігровому світі Forgotten Realms, котрий є частиною настільної рольової гри в стилі фентезі Dungeons & Dragons.
Neverwinter Nights 2: Mask of the Betrayer продовжує історію вигаданого головного героя Neverwinter Nights 2 — носія Черепка, страждаючого від прокляття, через яке вимушений пожирати духи (та інколи душі) для виживання, та завдання персонажів визначити природу цього прокляття. Гра розвивається на території двох націй Forgotten Realms — Рашемену та Тейї, які є частиною "Недоступного Сходу" Фаеруну.
На час релізу гра в основному отримала позитивні огляди та оцінки критиків. Нові риси персонажів, такі як здібності заклинання та бою, а також сюжет та сетинг були схвалені гравцями. Технічні аспекти гри отримали змішані оцінки: деякі рецензенти вітали зміни, інші скаржилися, що технічні баги із оригінальної гри все ще не були виправлені. Гравці також не схвалили нову механіку гри під назвою "пожирання духа", яка змушує гравців постійно поглинати життєву силу духів, нежиті та богів задля поповнення життя головного персонажа.

## Ігровий процес
Mask of the Betrayer є доповненням до гри Neverwinter Nights 2, тому основний ігровий процес ідентичний. Гра використовує 3.5 версію правил настільної рольової гри Dungeons & Dragons. Гравці можуть створювати свого ігрового персонажа із нуля та використати нові раси, класи та фахи, які були додані в Mask of the Betrayer, або ж проімпортувати персонажа із Neverwinter Nights 2. Аби почати гру, персонаж має мати 18 рівень.
Доповнення включає всі риси рас із основної гри Neverwinter Nights 2, а також додає два нові типи ельфів (дикий ельф та напівутоплений) та чотири нові типи генасів. Гра також додає два нові базові класи — улюблена душа та духовний шаман, і п'ять престижних класів. Гра додає більше 100 нових фахів і магічних заклинань до основної гри.
Як і інші ігри Dungeons & Dragons, ігровий персонаж Mask of the Betrayer зазвичай покладається на систему бою, аби просуватися далі по грі. Герой має різні варіації у бою, які різняться в залежності від вибору класу або навичок, включаючи ближній бій або використання заклинань. Інколи персонаж гравця має змогу вирішувати головоломки; наприклад, пошуки лазівок для розірвання контракту із дияволом. Певні дії, такі як перемога над ворогами, надають персонажу бали досвіду, які використовуються, щоби підвищити рівень та стати більш могутнім. Протягом гри, ігровий персонаж може наймати послідовників, аби створити команду. Кожний із послідовників має свою власну історію та наміри; ігровий персонаж може відчужувати їх своїми діями, негативно вплинувши на цих персонажів своїми виборами.

## Сюжет

### Сетинг
Як і інші ігри із серії Neverwinter Nights, події Mask of the Betrayer проходять в установках кампанії Forgotten Realms. Сюжет є прямим продовженням подій із Neverwinter Nights 2, майже через години після завершення подій в кінці основної гри. Головні події доповнення розгортаються у Рашемені поблизу королівства Тейя, а Червоний чаклун Тейї — основна сила, яка рухає сценарій цієї кампанії.

### Сценарій
У Дії І продовжується історія носія Черепка після перемоги над Королем тіней. Гравець прокидається наодинці у підземному кургані в Рашемені (англ. Rashemen), де зустрічається із Сафією (англ. Safiya), Червоною чаклункою Тейї. Гравець іде слідом за Сафією до Театру вуалі (англ. Veil Theater) у місті неподалік від Мулсантіру (англ. Mulsantir) у надії знайти Ліенну (англ. Lienna) — знайому матері Сафійї, яка має надати гравцю потрібні відповіді на запитання. На жаль, гравець дізнається, що на театр напали Червоні чаклуни, а Ліенна була вбита. Позаду театру гравець знаходить портал до Площини тіней — темного віддзеркалення Площини основної матерії, де він перемагає Червоного чаклуна, який вбив Ліенну. Після повернення до Площини основної матерії гравець дізнається, що бог-дух Окку (англ. Okku) взяв Мулсантір в облогу, вимагаючи крові головного героя. Гравець протистоїть Окку та перемагає його армію духів. В кінці битви гравець розуміє, що перетворився на пожирача духів — прокляте створіння, яке вимушене живитися фейями й елементалами, та інколи душами смертних, аби підтримувати в собі життя.
У Дії ІІ гравець зустрічається із групою істот схожих на горгульй, які розкривають йому/їй, що Ліенна та її "червоний близнюк" наказав їм викрасти гравця із Побережжя мечів. Цей наказ надійшов із Збіговиська дрімоти (англ. Slumbering Coven) — сестринства відьом-оракулів, які мешкають у затопленому стародавньому місті. Користуючись цим ключем до розгадки, гравець йде до Озера Мулсантір (англ. Lake Mulsantir), де знаходить інший портал до Площини тіней. В цій альтернативній реальності гравець входить до затопленого міста і вступає у боротьбу із відьмами. Збіговисько дрімоти розкриває герою те, що Ліенна разом із матір'ю Сафійї — Нефріс (англ. Nefris), несуть провину за його/її прокляття. Вони посилають гравця до Академії Нефріс, аби розкрити її мотив.
В Академії гравець входить у портал до Астрального плану, де зустрічається із Мюркулем (англ. Myrkul), колишнім Богом Смерті. Мюркуль розкриває йому/їй, що прокляття пожирателя духів походить від покарання для його колишнього слуги — "Зрадника" Акачі (англ. Akachi "The Betrayer"), котрий одного разу очолив похід проти царства мертвих. Порожня і голодна душа Акачі тепер мешкає в тілі гравця, а душа самого героя потрапила до Віроломної стіни (англ. Wall of the Faithless), котра знаходиться в царстві мертвих.
У Дії ІІІ гравець зустрічається із Засновницею Академії, а Сафійя розуміє, що вона, Ліенна та Нефріс є скалками душі Засновниці, котра колись була коханням Акачі. Засновниця розповідає, що тоді як Ліенна та Нефріс розуміли свої ідентичності, від Сафійї правда були прихована заради її власної ж безпеки. Засновниця також визнає свою відповідальність за теперішнє становище гравця — вона хотіла використати героя для знищення прокляття пожирателя духів, що одночасно припинило би і страждання Акачі. Вона повертає гравцю срібний меч Гітів (англ. Gith), який дозволяє йому/їй відрити Ворота зрадника (англ. Betrayer's Gate) та відправитися до царства мертвих. Там гравець знаходить Місто судження (англ. City of Judgment), котрим заправляє теперішній Бог Смерті — Келемвор Левовагибель (англ. Kelemvor Lyonsbane). На час прибуття гравця під стінами міста збирається армія, якою заправляють капітани першого походу Акачі: полеглий солар Зоаб (англ. Zoab), деміліх Раммак (англ. Rammaq) та блакитний дракон Сейюру (англ. Sey'ryu). Капітани впізнають у гравцеві наступника Акачі, що примушує гравця зробити вибір: очолити похід проти Міста судження або ж стати в опозицію до всієї армії.
Залежно від вибору між двома варіантами гравець має напасти або захистити три ключові позиції навколо Міста судження. Опісля битви гравець дізнається, де знаходиться його душа та вириває її із Віроломної стіни. Після цього гравець потрапляє у сон, в якому має перемогти аватара Акачі — Безликого чоловіка, аби залишити за собою контроль над власною душею. Після перемоги над Безликим, Келемвор оповідає кінцівку, яка залежить від виборів, зроблені гравцем протягом всієї гри.

## Розробка доповнення
Obsidian Entertainment планував розробку Mask of the Betrayer ще до релізу Neverwinter Nights 2. Кодова назва в розробці для проекту була «NX1». Анонсування гри відбулося у квітні 2007. ГВД компанії Obsidian Entertainment Фергус Уркхарт сказав, що Mask of the Betrayer продовжить історію Neverwinter Nights 2, а покращення будуть проваджені у розробці персонажа та системі кампанії на прикладі попередньої гри студії — Star Wars: Knights of the Old Republic II. Головний дизайнер Кевін Сондерс описав доповнення "вищім рівнем" та додав, що персонаж має бути принаймні 18 рівня, аби почати цю гру. Персонаж може бути проімпортованим із основної гри, або ж гравець зможе створити нового персонажа із нуля та скористатися перевагами нових рас, класів та інших нововведень Mask of the Betrayer. До цих рас будуть входити два нові типи ельфів та чотири базові типи елементалів генасів; всі ці шість нововведень були широко запрошені спільнотою шанувальників серії гри. Нові базові класи включатимусь улюблену душу та духовного шамана, обидва мають божественну природу. Престижні класи включатимуть Червоних чаклунів Тейї (англ. Red Wizard of Thay), що буде першим прецедентом, коли клас з'явиться у самому сюжеті грі, і Таємного вченого із Кендлкіпера (англ. Arcane Scholar of Candlekeep) — новий клас, що був створений групою розробників гри. Obsidian Entertainment також вказала, що у грі з'явиться понад 100 нових фахів і магічних заклинань, включаючи багато епічних фахів.
Головним пріоритетом для розробників було покращення продуктивності основної гри. Сондерс сказав, що "протягом створення доповнення, ми виправили багато багів, оптимізували продуктивність, покращили використання графічної технології та в цілому зв'язали нетугі кінці. Наприклад, ми перекроїли камеру та контроль за кампанією, додали режим RTS-стратегії, що зробило режим бою більш приємним." Програмісти Neverwinter Nights 2 зробили певні покращення у ігровому рушії, такі як додання фільтрів кольорових насичень, які перетворюють майже всі кольорові тіні у чорне або біле. Команда художників розробила нове середовище для регіону Рашемену та Тейї, які були би приємними для ігрової спільнотою моддингу; наприклад, ліси із засніженими верхівками та магічну академію. Mask of the Betrayer стала першою грою у серії відеоігор по темі Dungeons & Dragons із цими регіонами. Команда Obsidian вказала, що єдиною задачею для них було "занурення гравця у землі Рашемену. Візуальне бачення, музика та персонажі були обрані та розроблені таким чином, аби передати цю дуже цікаву область Forgotten Realms."
Модифікації також були зроблені у наборі інструментів для Neverwinter Nights 2, аби дати можливість створювачам модулів із ігрової спільноти легше зануритися у роль Майстра Данжену (англ. Dungeon Master). Уркхарт сказав, що доповнення включають "редактор зовнішнього вигляду для гуманоїдів та монстрів, аби дати можливість легше створювати для них одяг та кольорові теми, зберігаючи та завантажуючи сети освітлення, скасування функціональності для малюнку рельєфу, полегшене створювання креслення, додання більшої кількості дерев, [та] очищення скульптурних інструментів текстур." Для Mask of the Betrayer було створено дві дюжини монстрів, такі як големи, дракони та нерести відьом. Також були додані нові ефекти від заклять, моделі персонажів та ефекти навколишнього середовища. Сондерс наголосив, що моделі генасів були справжнім викликом для художників і первинно він був проти включення цих нових рас через цей факт.
Головний дизайнер Кевін Сондерс, Obsidian Entertainment
Команда художників була сфокусована на тому, аби зробити глибшу систему послідовників та зберегти за гравцем відчуття відповідальності. Послідовники, про які гравець піклується та до яких дослухається надають певні переваги, такі як бонуси у бою. Послідовники, про які гравець піклується погано чи з якими не кооперується з часом можуть піти із кампанії. Розробники наголосили, що сюжет, який обертається навколо персонажа і його/її потреби живитися духами задля власного виживання зробив сценарій гри більш персональним, а не всеохоплюючим як в попередніх іграх серії. Сондерс прокоментував, що "це є епічною історією, але дуже особистою. Ви прокидаєтесь у калюжі власної крові. Ваша первинна задача — це власне виживання. Черепок із Меча Гітів був вирваний із ваших грудей та замінений на темний голод, на жагу, яка загрожує поглинути вас всього. Ранні частини гри полягають у тому, аби визначити джерело та наслідки цієї жаги." Сондерс також вказав, що історія, яка була написана головою художньої команди Джорджем Зайєцем була "дуже темною" і що кінцівка принесе певне завершення у історії із носієм Черепка.

## Рецензії
| Агрегатор    | Оцінка |
| ------------ | ------ |
| GameRankings | 81.87% |
| Metacritic   | 82/100 |

| Видання       | Оцінка |
| ------------- | ------ |
| 1Up.com       | B+     |
| Eurogamer     | 7/10   |
| Game Informer | 9/10   |
| GameSpot      | 8/10   |
| GameSpy       | [ 6 ]  |
| GamesRadar+   | 8/10   |
| GameZone      | 8.3/10 |
| IGN           | 8.5/10 |

Рецензії Mask of the Betrayer в цілому були позитивними. Особливо було схвалено епічні рівні у доповненні, створені Obsidian Entertainment, хоча певні критики вказали, що піднімаючись на вищі рівні з'являється відчуття незбалансованості гри. Численні рецензенти вказали, що доповнення дозволяє більшу кількість налаштувань для персонажів та рівнів; Game Informer відмітив, що "купи нових фахів, заклять та класів навіть ветеранам D&D нададуть безліч речей для дослідження — або в офіційній кампанії, або в користувацьких сценаріях, створених спільнотою. Аналогічно, відтепер будівельники зможуть скористатися покращеними інструментами та (нібито) продуктивністю світу." Eurogamer назвав нові базові та престижні класи і раси "до біса чепурними". Eurogamer також наголосив, що після установлення Mask of the Betrayer цікаво по-новому перегравати Neverwinter Nights 2, оскільки доповнення "інтегрується із основою грою (а значить ви можете вибрати нову расу і повернутися назад до Neverwinter Nights 2, аби пройти гру нею)".
Рецензенти повідомили, що проходження доповнення у поодинокому режимі більш складне, ніж в Neverwinter Nights 2; сайт 1UP.com зазначив, що Obsidian "[збільшила] ставку сильнішими супротивниками та більш претензійним досвідом у цілому." Доповнення також має більше головоломок, які змушують гравця скоріше думати, ніж діяти виключно через бій; один із рецензентів відмітив, що доповнення має "справді складні логічні головоломки (деякі з них мають доволі мало підказок, що звісно розчаровує) та серію сторонніх завдань (певні з них можуть навіть не відкритися), які розвиваються в різних напрямках у залежності від складу кампанії". Численні рецензенти згадували, що доповнення є більш серйозним, ніж Neverwinter Nights 2.
Багато рецензентів хвалили сценарій гри; деякі з них згадували про уникнення рядових фентезі-стереотипів. Деякі рецензенти порівнювали якість та тон написання сюжету до серії коміксів Ніла Геймана «Пісочний чоловік» та відеоігри Planescape: Torment.
"Фани Planescape: Torment будуть почуватися як у себе вдома, читаючи інтригуючі уривки, які зображують дії і почуття персонажа поряд із іншими гарними речами,
 тоді як новачки просто пропустять їх (їхня ж втрата). І хоча кількість тексту і близько не наближається до PS:T, якісь підтримується на рівні великих хлопців; навіть найбільш незначні союзники мають хоча б одну-дві цікаві фрази. "— Адам Бізенер; Джої Джуба, GameInformer
GameZone назвав музичний супровід доповнення "якраз тим, чим воно має бути, а саме — як підтримка історії та геймплею." Голосову роботу назвали "гідною", хоча певні діалоги взагалі не були озвученими. Графіка також зазнала змін на краще в порівняні із Neverwinter Nights 2: кращі текстури та ефекти заклинань, а також нова можливість в налаштуваннях обрати рівень ігрового насилля. Рецензенти згадували про те, що графіка — особливо такі закляття як блискавка — можуть зробити бій доволі важким. GameSpy вказав:
"Всі ці високорівневі закляття, які викидають тонни феєричних графічних ефектів роблять чудеса, аби затулити те, що робиться під час битви. Якими б красивими вони не були [...], ми б проміняли всі цукерки світу на можливість чітко вибирати ціль."
G4 TV номінувало Mask of the Betrayer на Best RPG of the Year, а GameBanshee назвало гру Runner-up for RPG of the Year.
Критика доповнення була націлена на погані кути камери та деякі інші технічні проблеми, хоча в грі і було виправлено багато багів після Neverwinter Nights 2. IGN критикував механіку вимірювання духа, що також було зазначено і в GameSpy, котрий сказав:
"Будучи абсолютно механічним, в результаті вимірювач духу став скоріше надокучливим, ніж веселим. [...] з точки зору відігравання ролі/історії, він взагалі робить повністю протилежне до того, що мала би досягнути механіка."
Джон Волкер із GamesRadar критикував послідовників гравця:
"NWN2 був безпосередньо радісним, маючи галасливих персонажів та діалоги, котрі зіставляли темну історію. MotB — набагато серйозніша, і хоч послідовники виконують своє завдання показу індивідуалістичних екстремумів, ніхто з них не є розважальною частиною кампанії. Нікого не можна порівняти із вдачею дварфа Хельгара або непристойним безглуздям Нішки. Більшість із них абсолютно нудні. І навіть відкриття підземелля, котре поза зоною доступної віри було утомлюючим, також не допомогло у цій ситуації." – Джон Волкер, GamesRadar